# Livingly Media
Livingly Media (anciennement connue sous le nom de Zimbio, Inc.), est une société de médias numériques, basée à San Carlos (Comté de San Mateo, Californie) qui regroupe trois sites web de mode de vie destinés aux ordinateurs de bureau comme aux téléphones mobiles. Ces sites publient des articles, photographies et vidéos et atteignent une audience combinée de plus de 20 millions de lecteurs mensuels. Zimbio couvre les news concernant les divertissements, StyleBistro couvre la mode, la beauté et le style et Lonny couvre le design de la maison. L'audience de chaque site est mesurée par des sites spécialisés : ComScore et Quantcast, notamment.

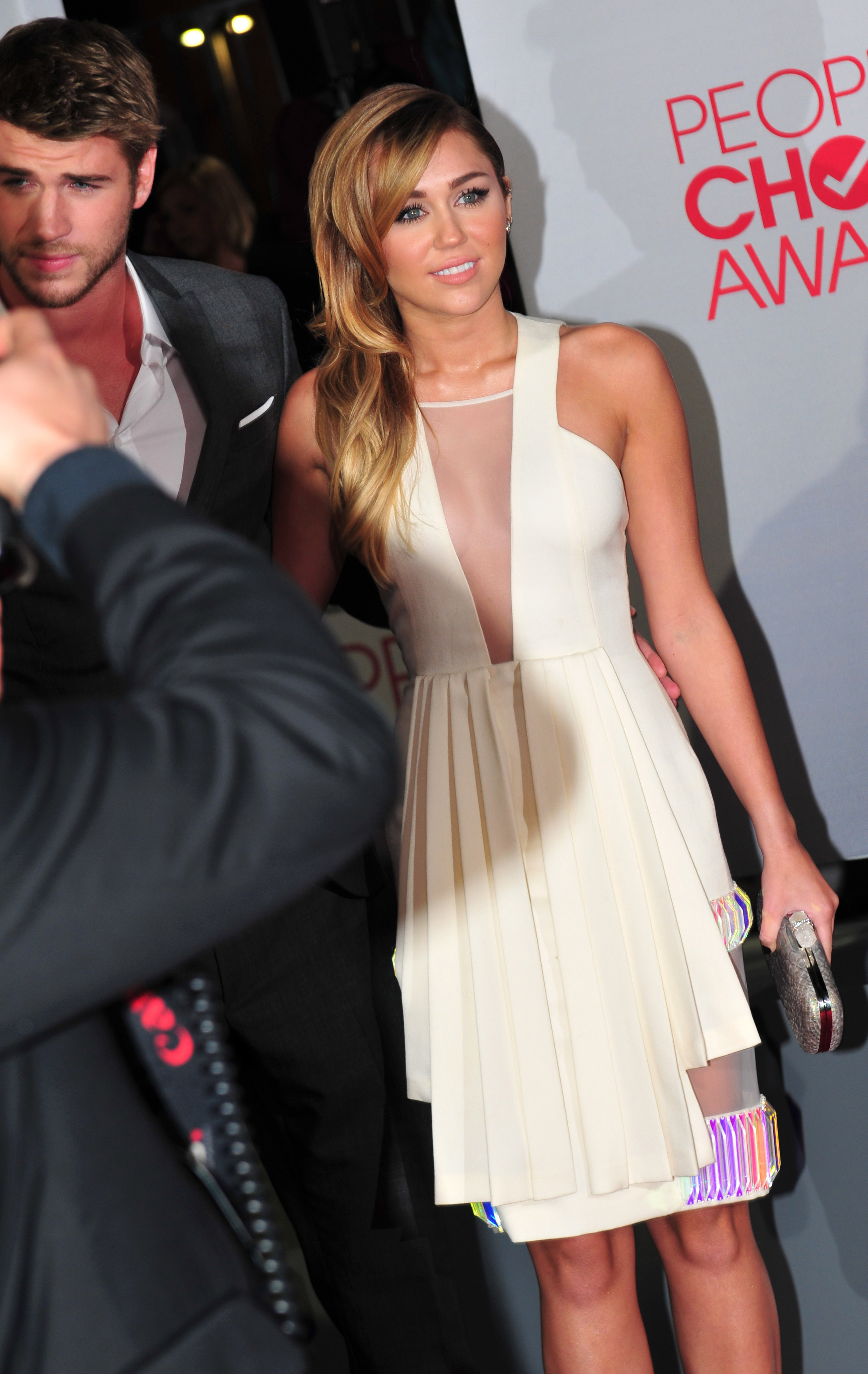
Photo de Miley Cyrus et Liam Hemsworth, publiée sur le site Zimbio.

## Historique
Tony Mamone et Danny Khatib ont fondé l'entreprise en 2006 en tant que Zimbio, Inc.. L'équipe est alors composée de Tony Mamone en tant que PDG, Danny Khatib en tant que directeur d'exploitation et John Newlin en tant que rédacteur en chef. Zimbio, Inc. change son nom en Livingly Media en août 2012.
En mai 2006, la société lance son premier site Web, en publiant sur Zimbio.com des « news » concernant les divertissements, notamment les films, la musique, la télévision et les célébrités.
Le financement de la société a connu deux étapes : un premier financement, en août 2007, de 6,8 millions de dollars (Investisseurs : Menlo Ventures et Draper Richards) et un second financement en mai 2012, de 8,9 millions de dollars (Investisseurs : Menlo Ventures, Great Oaks Venture Capital, Draper Associates, Comerica Bank, Insikt Ventures, Fenwick & West).
En juillet 2010, la société lance StyleBistro.com pour se concentrer sur la mode et la beauté -y compris ce que les célébrités portent-, les tendances et les produits.
En 2012, la société a racheté Lonny Magazine mais les termes de l'accord n'ont pas été divulgués. Il a été remanié et lancé comme Lonny.com en novembre 2012. Irene Edwards rejoint la société en tant que rédactrice, en mars 2013.

## Diversification
En avril 2011, Livingly Media publie une application iPad intitulé Celebrity Photos, qui permet aux utilisateurs d'accéder à une vaste bibliothèque de photos de célébrités.  En Octobre 2012, Livingly Media a publié une application iPad pour Lonny dans l'iTunes kiosque[pertinence contestée].
Tous les sites Livingly ont des versions pour mobiles. En août 2013, Livingly Média a eu plus de 8,7 millions de lecteurs mobiles mensuels, selon Quantcast.

## Zimbio, figure de proue deLivingly Media
Le site Zimbio.com est la figure de proue du groupe Livingly Media, grâce à sa vaste bibliothèque de photos de célébrités (vedettes du « show-bizz » et sportifs de haut-niveau, notamment) et surtout grâce à ses applications pour mobiles. En France, Zimbio totalise plus de 120 millions de pages visionnées mensuellement selon l'institut urlmetriques.co, ce qui le classe au 1 438e rang dans le pays. Enfin, Zimbio est en train de devenir une référence en tant qu'hébergeur de blogs,.